# ヴィクター・ヴァンシアー
ヴィクター・ヴァンシアー(Victor Vancier、1956年12月25日 - ）はユダヤ人の政治活動家。元ユダヤ防衛同盟議長。ユダヤ機動部隊(Jewish Task Force)現委員長および創設者。ヘブライ語名ハイム・ベン・ペサフ （חיים בן פסח、Chaim Ben Pesach ）。

## 来歴
1956年12月25日、中東欧系ユダヤ人の父であるペサフ・ベン・ドヴとエジプト系ユダヤ人の母であるマルカ・バト・メイアの間に生まれた正統派ユダヤ教徒。
1978年、シナイ半島からのイスラエル軍撤退を阻止すべくエジプトの施設を爆破しようとしたところを逮捕され、執行猶予付きの有罪判決を受ける。
執行猶予期間が終わった後、ヴァンシアーは数々のテロ行為を行う。1984年にソビエト外交官の住宅を自動車爆弾で攻撃、1985年と1986年には対立するユダヤ防衛同盟メンバーの自動車をパイプ爆弾で攻撃、そして、同年ソ連のオーケストラがホールで演奏をしているところを爆弾で攻撃、これらのテロ行為により逮捕、禁固（もしくは懲役）10年の判決を受け刑務所に服役した。
なぜソ連をテロの標的としたかと言うと、ソ連国内には多くのユダヤ人がおり、彼らをソ連の抑圧から救い出すということが動機であった。ソ連は1950年代までユダヤ人のイスラエルへの出国を認めていたが、1967年の第三次中東戦争でソ連とイスラエルは国交を断絶した。これによりユダヤ人はソ連から出国できなくなり、これに憤慨したヴァンシアーの師匠であるメイル・カハネが「ソ連国内のユダヤ人を解放せよ！共産ロシアは現代のアウシュヴィッツだ！」と叫び、以降ユダヤ防衛同盟は幾多もの過激な活動（テロ）を行った。
服役後、1991年にユダヤ機動部隊を創設するが、イスラエルにおいて非合法化され、ヴァンシアーはイスラエルに入国禁止となる。ヴァンシアーは1996年にイスラエルに移住（アリーヤー）しようとしたがベングリオン国際空港で拘束され、国外追放。以降活動の場をアメリカ合衆国のニューヨークへ移す。
その後、YouTubeにチャンネルを開設し、自身がスポークスマンとなり、様々な政治的主張を行っていたが、アカウントを停止され、YouTubeから締め出された。

## 主張
ヴァンシアーはトークライブ中に幾多もの問題発言、人種差別的発言をしていた。これらの過激発言が原因でYouTubeから締め出された訳であるが、たとえば、ヤーセル・アラファートを「アラブのヒトラー」などと呼び、また、ムスリムを「エイズで死んだペドフィリアのムスリムテロリスト」などと侮辱していた。更に、黒人を「シュヴァルツェ」（英語で「ニガー」に相当する黒人へのイディッシュ語の差別語）、また、ヴァンシアーが国賊とみなしたユダヤ人を「カイク」（英語で「ユダ公」を意味するユダヤ人への差別語）と呼び、罵倒していた。
また、イスラエル初代首相であるダヴィド・ベン＝グリオンと、ベン＝グリオンの所属政党であった「マパイ」（後の労働党）を筆頭にしていた初期イスラエルの政治体制について、ミズラヒムと呼ばれる中東系ユダヤ人に対する人種差別体制であり、ベン＝グリオンを筆頭とする当時のイスラエル政府が、ミズラヒムからユダヤ教を盗んだと主張しており、こういったことなどから、ベン＝グリオンを「自己嫌悪のユダヤ人」（Self-hating Jew)とトークライブで斬って捨てている。というのは、マパイの主な支持基盤は労働組合であり、構成員はヨーロッパからの移民であるアシュケナジムが多く、ミズラヒムはアシュケナジムの持つ差別感情などと言った事情から労働組合に入ることができず、イスラエル国内の貧困階級・下層階級となった。彼らはアシュケナジム主導のイスラエル国内のリベラル派に疑念と憤怒の念を抱き、後に右派政党である「リクード」の支持基盤となり、また、右翼ないしカハネ主義組織の主要構成人種となる。事実、ヴァンシアーがトークライブで賞賛していたカハネ主義者である現役クネセト議員のミハエル・ベン＝アリはミズラヒムである。
バラク・オバマ米大統領について、ミドルネームの「フセイン」を強調し、「奴は黒んぼのムスリムの大統領だ」「奴が敵との対話を重視するのは、奴がムスリムであり、アメリカのことが嫌いだからだ」などと評し、ヒラリー・クリントン国務長官については、「ヒラリー・『サダム』・クリントン」などと呼び、罵倒している。
また、パレスチナなどというものはもともと存在しないと主張している。
同性愛者を罵倒する言動もしている（ホモフォビア）。

## その他
英語のみならず、ヘブライ語も流暢に話すことができ、自身のトークライブも英語で行っているものとヘブライ語で行っているものが存在する。